# Пеория (Аризона)
Пеория (англ. Peoria) — город, расположенный в округах Марикопа и Явапаи штата Аризона США) с населением в 172 259 человек по статистическим данным 2018 года.
В июле 2008 года город попал на 55 место в список ТОП-100 Лучших городов для проживания журнала Money.

## География
По данным Бюро переписи населения США город Пеория имеет общую площадь в 464,02 км², из которых 455,2 км² занимает суша и 8,82 км² — вода (1,9 % от всей его площади).
Город Пеория расположен на высоте 348 метров над уровнем моря.

## Население
По предварительным статистическим данным на 1 июля 2018 года в Пеории проживает 172 259 человек.
| Год переписи | Нас.   |  | %±     |
| ------------ | ------ |  | ------ |
| 1960         | 2593   |  | —      |
| 1970         | 4792   |  | 84,8%  |
| 1980         | 12171  |  | 154%   |
| 1990         | 50675  |  | 316,4% |
| 2000         | 108364 |  | 113,8% |
| 2010         | 154065 |  | 42,2%  |
| 2018         | 172259 |  | 11,8%  |

По данным переписи населения 2000 года в городе проживало 108 364 человека, 29 309 семей, насчитывалось 39 184 домашних хозяйств и 42 573 жилых дома. Средняя плотность населения составляла около 376,7 человека на один квадратный километр.
Расовый состав Пеории по данным переписи распределился следующим образом:
- 84,95 % — белых,
- 2,78 % — афроамериканцев,
- 0,68 % — коренных американцев,
- 1,92 % — азиатов,
- 0,11 % — выходцев с тихоокеанских островов,
- 2,48 % — представителей смешанных рас,
- 7,09 % — других народностей.

Испаноговорящие составили 15,41 % от всех жителей города.
Из 39 184 домашних хозяйств в 37,7 % — воспитывали детей в возрасте до 18 лет, 62,0 % представляли собой совместно проживающие супружеские пары, в 9,1 % семей женщины проживали без мужей, 25,2 % не имели семей. 20,5 % от общего числа семей на момент переписи жили самостоятельно, при этом 10,3 % составили одинокие пожилые люди в возрасте 65 лет и старше. Средний размер домашнего хозяйства составил 2,73 человек, а средний размер семьи — 3,16 человек.
Население города по возрастному диапазону по данным переписи 2000 года распределилось следующим образом: 28,4 % — жители младше 18 лет, 6,7 % — между 18 и 24 годами, 30,6 % — от 25 до 44 лет, 19,8 % — от 45 до 64 лет и 14,4 % — в возрасте 65 лет и старше. Средний возраст жителей составил 36 лет. На каждые 100 женщин в Пеории приходилось 92,5 мужчин, при этом на каждые сто женщин 18 лет и старше приходилось 88,0 мужчин также старше 18 лет.
Средний доход на одно домашнее хозяйство в городе составил 52 199 долларов США, а средний доход на одну семью — 58 388 долларов. При этом мужчины имели средний доход в 40 448 долларов США в год против 29 205 долларов среднегодового дохода у женщин. Доход на душу населения в городе составил 22 726 долларов в год. 3,3 % от всего числа семей в округе и 5,3 % от всей численности населения находилось на момент переписи населения за чертой бедности, при этом 5,8 % из них были моложе 18 лет и 6,3 % — в возрасте 65 лет и старше.

## Спорт
В спортивном комплексе Пеория проходят весенние тренировки бейсбольных команд Сан-Диего Падрес и Сиэтл Маринерс.